# Calculating Infinity
Albums de The Dillinger Escape Plan
Under the Running Board
(1998) Irony Is a Dead Scene
(2002)
Calculating Infinity est le premier album du groupe Mathcore, The Dillinger Escape Plan, sorti en 1999.

## Listes de chansons
Toutes les chansons sont écrites et composées par Ben Weinman and Dimitri Minakakis, sauf indications contraires.
| No  | Titre                                | Durée |
| --- | ------------------------------------ | ----- |
| 1.  | Sugar Coated Sour                    | 2:24  |
| 2.  | 43% Burnt (Weinman)                  | 4:31  |
| 3.  | Jim Fear                             | 2:22  |
| 4.  | *#.. (Chris Pennie)                  | 2:41  |
| 5.  | Destro's Secret                      | 1:56  |
| 6.  | The Running Board                    | 3:22  |
| 7.  | Clip the Apex...Accept Instruction   | 3:29  |
| 8.  | Calculating Infinity (Weinman)       | 2:02  |
| 9.  | 4th Grade Dropout                    | 3:36  |
| 10. | Weekend Sex Change (Pennie, Weinman) | 3:12  |
| 11. | Variations on a Cocktail Dress       | 7:55  |